# 小栗政寧
小栗 政寧（おぐり まさやす、文化13年2月29日（1816年3月27日） - 明治32年（1899年）8月17日）は、江戸時代幕末の旗本。相馬仙胤（相馬祥胤の三男）子で小栗政長の養子。通称を右膳。官途は従五位下、長門守、のち下総守。
文久2年（1862年）5月目付より禁裏附となり、在職中に下総守となる。元治元年（1864年）2月京都東町奉行となるが、在職中は池田屋事件や禁門の変が起こって京の治安が悪化した。慶応元年10月在京のまま勘定奉行（勝手方）となり、慶応2年7月関東郡代を兼帯、翌3年2月兼帯を免ぜられ、慶応4年（1868年）1月職を免ぜられ勤仕並寄合となる。明治2年（1869年）静岡藩郡奉行兼勘定頭、会計掛権少参事となり、廃藩置県を迎え、明治14年（1881年）6月、徳川慶喜家家扶となった。